# 卯
卯（う、ぼう）は、十二支のひとつ。いわゆる「うさぎ」。通常十二支の中で第4番目に数えられる。
前年は寅（とら）、次年は辰（たつ）である。

## 内容
- 卯年は、西暦年を12で割って7が余る年が卯の年となる（日本では新暦1月1日に始まるが、中国では旧暦1月1日に始まる）。なお、年を表す時の別名は単閼[1]。
- 卯の月は旧暦2月（概ね新暦3月、ただし卯月は旧暦4月を指す）。
- 卯の刻は夜明けの6時を中心とする約2時間。夜明けの6時（朝6時）を正卯（しょうぼう）ということがある。
- 卯の方は東の方角である。なお、酉は西の方角であるので、卯酉線（ぼうゆうせん）は地球上での東西線をいう(ただし、意味は少し異なる）。同様に南北線を子午線（しごせん）という。
- 五行は木気。
- 陰陽は陰である。
- 反対側は、酉（とり）。

## 伝承
『漢書』律暦志によると卯は「冒」、『史記』律書によると「茂」（ぼう：「しげる」の意味）。草木が地面を蔽うようになった状態を表しているとされる。
後に覚え易くするために動物の兎が割り当てられた。
フランス、中国の一部、タイ、ベトナム、ロシア、ベラルーシでは兎ではなく猫が割り当てられる。
相場格言に「辰巳天井、午尻下がり、未辛抱、申酉騒ぐ。戌は笑い、亥固まる、子は繁栄、丑はつまずき、寅千里を走り、卯は跳ねる」があり、卯年の相場は俗に上昇相場といわれる。ちなみに1999年の日経平均株価の年間騰落率はプラス36.8%だったが、2011年の日経平均株価の年間騰落率はマイナス17.3%だった。

## 卯を含む干支
- 丁卯（1の位が7の年）
- 己卯（1の位が9の年）
- 辛卯（1の位が1の年）
- 癸卯（1の位が3の年）
- 乙卯（1の位が5の年）